# Chuyến bay CAAC 296
Vụ cướp máy bay CAAC 296 một máy bay Hawker Siddeley Trident 2E, diễn ra vào ngày 5 tháng 5 năm 1983. Chuyến bay 296 của Hãng hàng không dân dụng Trung Quốc (CAAC), chuyến bay chở khách nội địa theo lịch trình từ sân bay Thẩm Dương Dongta đến sân bay quốc tế Hồng Kiều Thượng Hải, đã bị sáu người quốc tịch Trung Quốc cướp máy bay và bị buộc phải hạ cánh tại Camp Page, một căn cứ quân sự của Mỹ ở Chuncheon, Hàn Quốc.
Vào thời điểm xảy ra vụ việc, Trung Quốc và Hàn Quốc không có quan hệ ngoại giao. Vụ việc đã góp phần vào mối quan hệ không đối nghịch chính thức đầu tiên giữa Trung Quốc và Hàn Quốc trước khi thiết lập quan hệ ngoại giao, đó là một bước ngoặt trong mối quan hệ giữa hai bên. Trong một loạt các sự cố sau đó, sự thù địch lẫn nhau giữa Trung Quốc và Hàn Quốc trong quá trình xử lý hoặc báo cáo bắt đầu giảm dần, và thiện chí gia tăng đáng kể, tạo nền tảng cho việc thiết lập quan hệ ngoại giao chính thức giữa hai nước trong tương lai.

## Sự kiện
Lúc 10:47 sáng ngày 5 tháng 5 năm 1983, chuyến bay 296 của CAAC cất cánh từ sân bay Thẩm Dương Dongta đến sân bay Hồng Kiều Thượng Hải. Vào khoảng 11 giờ 32 phút, khi máy bay đang bay phía trên Đại Liên, sáu người có vũ trang do Zhuo Changren dẫn đầu đã cướp chuyến bay và ra lệnh cho phi công đổi đường bay đến Hàn Quốc.. Khi phi công từ chối, các chiến binh đã bắn vào chân anh ta bằng một khẩu súng lục và làm bị thương cả người điều khiển buộc hai người phải đổi hướng theo yêu cầu. Có 105 hành khách và 9 thành viên phi hành đoàn trên máy bay. Vào lúc 14 giờ 10 phút, chiếc máy bay không tặc đã hạ cánh xuống căn cứ quân sự Camp Page gần Chuncheon, Hàn Quốc. Người phát ngôn Bộ Ngoại giao Trung Quốc đã ngay lập tức ra thông báo yêu cầu chính quyền Hàn Quốc trả lại máy bay cùng với tất cả các thành viên phi hành đoàn và tất cả hành khách cho Hàng không dân dụng của Trung Quốc theo các quy định có liên quan của Công ước về Hàng không dân dụng quốc tế, và giao nộp những kẻ không tặc cho phía Trung Quốc. Zhuo Changren và sáu tên không tặc khác đã đệ đơn yêu cầu chính quyền Hàn Quốc cho phép họ đào tẩu sang Đài Loan.
Vào ngày xảy ra vụ việc, Phó phát ngôn viên Bộ Ngoại giao Hoa Kỳ Longberg đã thông báo với các phóng viên về vụ cướp: hai thành viên phi hành đoàn bị thương đang được điều trị tại Bệnh viện Quân đội Hoa Kỳ 121, 99 hành khách và các thành viên phi hành đoàn (5 nam và 1 nữ) đã được thả ra. Sáu tên không tặc đã bị chính quyền Hàn Quốc bắt giữ. Ông nói rằng sự hợp tác giữa Hoa Kỳ và Hàn Quốc sẽ được thực hiện theo Công ước Hague. Chủ tịch Liên minh chống cộng thế giới của Đài Loan, Gu Zhenggang, đã gọi cho Hàn Quốc cùng ngày, tuyên bố rằng vụ cướp không hoàn toàn là một sự cố chính trị và không nên được xử lý theo Công ước Hague và yêu cầu Hàn Quốc gửi những kẻ không tặc đến Đài Loan. Chính phủ Trung Hoa Dân Quốc cũng lập tức thành lập một nhóm hành động đặc biệt sẵn sàng đến Hàn Quốc để hỗ trợ đàm phán. Xue Yu, đại sứ của Trung Hoa Dân Quốc tại Hàn Quốc, đã đưa ra một tuyên bố nói rằng vụ cướp là "quyền tự do của người chống cộng". Vào ngày 6 tháng 5, một phát ngôn viên của chính phủ Hàn Quốc cho biết Hàn Quốc sẽ xử lý vụ không tặc theo tinh thần thỏa thuận quốc tế nhằm ngăn chặn các hoạt động không tặc và khủng bố, và đang xem xét đề xuất đàm phán trực tiếp giữa Trung Quốc và Hàn Quốc. Giám đốc Cơ quan Hàng không Dân dụng Hàn Quốc, Jin Cherong, cho biết Shen Tu, giám đốc Cục Hàng không Dân dụng Trung Quốc, đã đồng ý đến Seoul để xử lý các vấn đề liên quan.
Mặc dù Hàn Quốc và Cộng hòa Nhân dân Trung Hoa chưa thiết lập quan hệ ngoại giao vào thời điểm đó, chính phủ Hàn Quốc đã sắp xếp phi hành đoàn và hành khách trên máy bay chở khách bị tấn công ở tại khách sạn Sheraton ở ngoại ô Seoul. Khách sạn chào đón những vị khách Trung Quốc bị tấn công và cũng cung cấp các món ăn cao cấp của Trung Quốc, Hàn Quốc và Nhật Bản. Bộ Giao thông vận tải Hàn Quốc và Không quân Hàn Quốc đã cử các kỹ thuật viên cao cấp đến kiểm tra và sửa chữa máy bay. Vào ngày 7 tháng 5, nhóm làm việc hàng không dân dụng Trung Quốc và các thành viên phi hành đoàn do Shentu đứng đầu đã được người Hàn Quốc chào đón bằng thảm đỏ tại sân bay Gimpo ở Seoul và sắp xếp cho phái đoàn Trung Quốc ở tại khách sạn Silla. Vào lúc 4:10 chiều cùng ngày, hai bên đã tổ chức cuộc gặp đầu tiên tại khách sạn Shilla. Sau cuộc nói chuyện, Shen Tu và nhóm của anh đã đến bệnh viện để thăm phi hành đoàn bị thương và thăm các thành viên phi hành đoàn và hành khách khác tại khách sạn Sheraton. Vào cùng ngày, phía Hàn Quốc đã sắp xếp cho những vị khách Trung Quốc bị bắt cóc đến thăm Seoul, lên tháp Namsan, thăm các nhà máy của cửa hàng bách hóa và Samsung Electronics và được ROK chào đón nồng nhiệt.
Vào ngày 8 tháng 5, hai bên đã đạt được thỏa thuận: hành khách và thành viên phi hành đoàn sẽ trở về Trung Quốc cùng phái đoàn vào ngày 9; máy bay bị tấn công sẽ được trả về Trung Quốc ngay sau khi các vấn đề kỹ thuật được giải quyết; một thành viên phi hành đoàn bị thương nặng sẽ ở lại Hàn Quốc để điều trị và sau đó sẽ trở về Trung Quốc. Sự khác biệt chính giữa hai bên là việc xử lý những tên không tặc. Phía Trung Quốc yêu cầu dẫn độ, nhưng Hàn Quốc đã từ chối yêu cầu của Trung Quốc với lý do "không có việc dẫn độ của tù nhân trong các vụ không tặc xảy ra ở nhiều quốc gia khác nhau". Vào buổi sáng, Shen Tu đã đưa ra một tuyên bố tại Seoul bày tỏ lòng biết ơn đối với phía Hàn Quốc vì đã cung cấp hỗ trợ và thuận tiện trong việc xử lý vụ việc không tặc. Đồng thời, ông nói rằng sáu tên không tặc là tội phạm bị cảnh sát Trung Quốc truy nã trước khi không tặc, và do đó chúng phải được trả lại cho phía Trung Quốc để bị trừng phạt, ông hối hận vì Hàn Quốc đã không dẫn độ những kẻ không tặc và từ chối đàm phán thêm.
Tại thời điểm soạn thảo bản ghi nhớ, Trung Quốc và Hàn Quốc có những khác biệt mới về danh tính chính thức của văn bản ký. Chuyến đi dự kiến ban đầu để trở lại vào ngày 9 đã phải hoãn lại một ngày. Người Hàn Quốc cho rằng Shen Tu là thành viên của Ủy ban Trung ương Đảng Cộng sản Trung Quốc và là đại diện của chính phủ Trung Quốc, và Giám đốc Cục Hàng không Dân dụng Trung Quốc là một quan chức cấp bộ trưởng. Do đó, hai bên cần được phản ánh trong bản ghi nhớ đàm phán là giữa các bộ trưởng Trung Quốc và Hàn Quốc. Người Trung Quốc khăng khăng ký một bản ghi nhớ nhân danh cơ quan hàng không dân dụng, mà không cần sử dụng tên của các quốc gia. Người Trung Quốc cũng đề nghị sử dụng tên quốc gia chính thức của Hàn Quốc trong bản ghi nhớ do Hàn Quốc dành riêng, và không sử dụng tên quốc gia Hàn Quốc trong bản ghi nhớ do phía Trung Quốc mang lại. Tuy nhiên, Hàn Quốc đã từ chối đề xuất của Trung Quốc với lý do "bỏ qua địa điểm đàm phán" là "một quốc gia có chủ quyền". Sau khi đại diện Trung Quốc liên lạc thảo luận, cuối cùng hai bên đã tổ chức lễ ký kết và trao đổi bản ghi nhớ tại khách sạn Silla vào ngày 10/5. Các bên ký kết bản ghi nhớ lần lượt là Shen Tu của Tổng cục Hàng không Dân dụng Cộng hòa Nhân dân Trung Hoa và "Quan chức đầu tiên của Bộ Ngoại giao Hàn Quốc". Vào buổi chiều cùng ngày, Shen Tu và nhóm của ông trở về Trung Quốc trên chiếc máy bay Boeing 707 với 99 hành khách và 8 thành viên phi hành đoàn của chuyến bay 296. Vào thời điểm khởi hành, các quan chức cấp cao của Hàn Quốc như Gong Ro-myeong đã đến sân bay để tiễn máy bay. Trước khi rời đi, Shen Tu đã có bài phát biểu trước các phóng viên. Ông bày tỏ lòng biết ơn đối với Hàn Quốc vì sự giúp đỡ và chăm sóc dành cho vụ cướp máy bay. Mặc dù hai bên không đồng ý về việc xử lý những kẻ không tặc, cả hai bên đều đồng ý rằng những tội phạm này cần phải bị trừng phạt nghiêm khắc theo luật pháp.